# Lèvres de sang
Lèvres de Sang (Llavis de sang) és una pel·lícula de terror francesa de 1975 dirigida per Jean Rollin. La pel·lícula explica la història d'un home que comença a tenir visions d'una dona jove vestida de blanc que està tancada darrere les portes d'un castell. Fou exhibida com a part de la secció oficial al IX Festival Internacional de Cinema Fantàstic i de Terror de Sitges. El director també es va veure "obligat" a rodar la versió hardcore sota el títol Suce Moi Vampire.

## Sinopsi
En una recepció per al llançament d'un nou perfum, un home anomenat Frédéric veu una foto de les ruïnes d'un antic castell al costat del mar. La seva ment el porta a quan era un nen, caminant cap a la porta del castell i parlant amb una noia que sembla una mica més gran que ell. El jove Frédéric obre la reixa i la noia li diu que se'n vagi a dormir, i més tard torna i el desperta. La deixa i tanca la porta darrere seu. La noia li diu que obri la porta però ell li promet que tornarà per alliberar-la. Aleshores, la ment d'en Frédéric torna a la realitat i es convenç que la trobada entre ell i la noia realment va passar. Li diu a la seva mare, que comença a actuar de manera estranya i li diu que s'ho deu haver imaginat. No hi està d'acord i es proposa buscar la noia i alliberar-la.
Jennifer, la noia del castell, comença a aparèixer-se a Frédéric en diverses visions, però ella no li parla, la qual cosa fa que sigui molt més difícil trobar-la al castell. En una de les seves aparicions, Jennifer porta en Frédéric a un cementiri, on li fa obrir taüts que desencadenen un munt de dones vampirs. Frédéric fuig i aviat es troba amb una dona que diu ser Jennifer tal com és ara. La dona el porta a un bloc d'apartaments abandonat i el tanca, mentre la veritable Jennifer mira des de lluny. Aleshores, la dona és assassinada pels vampirs, que alliberen Frédéric. Un home amb una pistola gairebé mata en Frédéric, però aconsegueix fugir del pistoler i marxar a casa, on la seva mare el fa ingressar en un hospital psiquiàtric. Es revela que la seva mare estava darrere dels intents de la dona i del pistoler per evitar que Frédéric trobés el castell.
A l'hospital, Jennifer torna a aparèixer-se a Frédéric, però ell comença a dubtar del seu seny quan ella no parla. Els vampirs apareixen a l'hospital i maten el seu psiquiatre i el deixen escapar. Passejant pels carrers, Frédéric compra una postal del castell a un cec; el nom és Castell de Sauveterre. Quan puja a un tren, Jennifer se li apareix una vegada més i somriu, sabent que va camí cap a ella. Un cop al castell, es troba amb els vampirs i després troba el taüt de Jennifer, que està envoltat per un santuari. Abans que pugui obrir-lo, la seva mare apareix a la porta i li diu que no alliberi Jennifer i que ell no s'imaginava conèixer-la de petit. La seva mare continua explicant que Jennifer és un vampir i que va infectar diverses persones, incloses les quatre dones vampirs que va alliberar. Quan es fa el dia, la mare de Frédéric i un grup d'homes cacen i maten els quatre vampirs. Ella demana a Frédéric que mati Jennifer. Porta el cap d'una nina, que la seva mare creu que és el cap de Jennifer, per ser cremada juntament amb els altres quatre vampirs. Frédéric i Jennifer van a la platja, i ella està contenta de tornar a veure la llum del dia després de 20 anys. Jennifer mossega a Frédéric per convertir-lo en vampir i s'enfilen al taüt per deixar que la marea els porti cap a l'oceà, que els portarà a una illa deserta anomenada Sand Island perquè puguin atacar mariners rics inesperats sense impunitat.

## Repartiment
- Jean-Loup Philippe - Frédéric
- Annie Belle - Jennifer (acreditada com Annie Briand)
- Nathalie Perrey - La Mare de Frédéric
- Martine Grimaud
- Catherine Castel - Jumelle Vampire
- Marie-Pierre Castel - Jumelle Vampire
- Hélène Maquin
- Anita Berglund
- Claudine Beccarie - Claudine
- Béatrice Harnois
- Sylvia Bourdon
- Mireille Dargent
- Paul Bisciglia - Psiquiatra
- Willy Braque - Assassí
- Julien Etchevery
- Serge Rollin - Frédéric infant
- Jean Rollin – El guardià del cementiri

## Mitjans domèstics
Lèvres de sang va ser llançat en DVD als Estats Units per Image Entertainment el 9 de novembre de 1999 en una versió de pantalla panoràmica 1.65:1, amb una pista d'àudio Dolby Digital 1.0 francesa i subtítols en anglès. Les característiques especials inclouen una galeria de fotografies i filmografia.
Va ser llançat al Regne Unit per Redemption Films el 29 de març de 2004 en una versió 1.65:1 en bústia de pantalla panoràmica, amb una pista d'àudio Dolby Digital 2.0 francesa i subtítols en anglès. Les característiques especials inclouen el tràiler cinematogràfic i una galeria de fotografies.
Va ser llançat a Europa per Encore Entertainment el 30 de novembre de 2005 com una edició limitada de 3 discs amb una nova versió anamòrfica de pantalla panoràmica 1.78:1 i una pista d'àudio Dolby Digital 2.0 francesa amb anglès, holandès, alemany, italià, espanyol, portuguès, Subtítols en finès, danès, noruec, suec i polonès. Les característiques especials inclouen una introducció de Rollin; un comentari d'escenes seleccionades de Rollin; entrevistes a Castel, Perry i Philippe; el reportatge This Beach That Follows Me; el curtmetratge Les Amours Jaunes; i un llibret de 64 pàgines.
La pel·lícula va ser estrenada de nou als Estats Units per Redemption el 29 de juliol de 2008 en la seva versió original de pantalla panoràmica i una pista d'àudio Dolby Digital 2.0 francesa amb subtítols en anglès. Els extres incloïen una introducció de Rollin, entrevistes amb Perry i Philippe i una galeria de fotografies.
Lèvres de sang va ser llançada en Blu-ray el 2012 per Kino Lorber com a part d'una col·lecció de cinc discos, juntament amb La Rose de fer, Fascination, Le Frisson des vampires i La Vampire nue.